# Thanh Trì (phường)
Thanh Trì là một phường thuộc quận Hoàng Mai, thành phố Hà Nội, Việt Nam.

## Địa lý
Địa giới hành chính phường Thanh Trì: 
- Phía đông giáp huyện Gia Lâm qua sông Hồng
- Phía tây giáp quận Hai Bà Trưng
- Phía nam giáp các phường Vĩnh Hưng và Lĩnh Nam
- Phía bắc giáp quận Long Biên qua sông Hồng.

Phường Thanh Trì có diện tích 3,34 km², dân số năm 2022 là 27.382 người, mật độ dân số đạt 8.198 người/km².

## Lịch sử
Trước đây, Thanh Trì là một xã thuộc huyện Thanh Trì.
Ngày 6 tháng 11 năm 2003, xã Thanh Trì được chuyển thành phường thuộc quận Hoàng Mai mới thành lập.

## Hành chính
Phương Thanh Trì được chia thành 6 xóm: Đại Đồng, Đồng, Tân Thành, Đình, Sét, Vĩnh Thuận.

## Giáo dục
Phường Thanh Trì có 1 trường tiểu học và 1 trường trung học cơ sở đều mang tên Thanh Trì.

## Làng Thanh Trì
Làng Thanh Trì từ xưa đã nổi tiếng với nghề làm bánh cuốn. 